# Convergència per les Illes
Convergència per les Illes (Convergencia por las Islas) fue un efímero partido político español de ámbito balear fundado en febrero de 2011 como refundación de Unió Mallorquina (UM), habiendo decidido su Consell Nacional la disolución de ésta el 28 de febrero del 2011 e iniciar un nuevo proyecto político que se denominó con el objetivo de "romper clara y profundamente con el pasado" y dejar atrás los numerosos casos de corrupción que afectaron a UM. En noviembre de 2012  desapareció. Su existencia apenas duró año y medio.

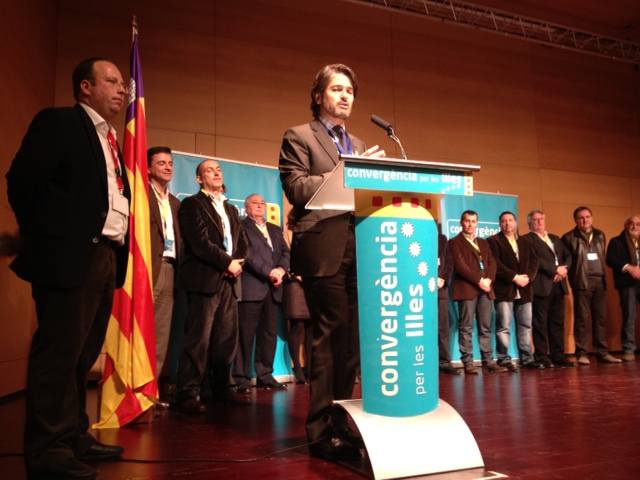
Oriol Pujol en una intervención en un acto de Convergència per les Illes en 2012

En las elecciones autonómicas y municipales de 2011, las primeras en las cuales se presentaron, consiguieron representación en veinte ayuntamientos de Mallorca, un total de 58 concejales.
En febrero de 2012 se realizó su congreso fundacional en el cual se aprobó por mayoría absoluta (casi un 100% de los votos) la elección de su presidente Josep Melià Ques, el secretario general Antoni Amengual Perelló y su ejecutiva. De igual manera se aprobaron las ponencias de organización y estatutos, de fundamentos y estrategia política y la de economía y futuro.
En junio de 2012 se anunció un proceso de confluencia con la Liga Regionalista de las Islas Baleares, Es Nou Partit d’Eivissa y Unió Menorquina. En noviembre de 2012 confluyó con estas formaciones para crear Proposta per les Illes.
Está integrado en El Pi-Proposta per les Illes